# 尖山崖墓
尖山崖墓，位于山东省济宁市嘉祥县仲山乡清凉寺村东北的佛耳山（俗称“尖山”）上，是一座汉代大型崖墓，推测当是汉代王侯或相当于王侯者的陵墓。
此墓发现于1964年，1977年12月23日列为山东省文物保护单位。